# المنذر بن مالك
المنذر بن مالك بن قطعة، أبو نضرة العبدي العوقي البصري، والعوقة بطن من بطون عبد قيس، تابعي وأحد رواة الحديث النبوي. أدرك بعض الصحابة، ورى عنهم وعن كبار التابعين.

## روايته للحديث النبوي
روى عن: أسير بن جاجر، وأنس بن مالك، وجابر بن عبد الله، وجويبر العبدي، وسعد بن الأطول، وسمرة بن جندب، وسمير بن نهار، وصهيب بن أبي الصهباء، وعامر بن عبد الله، وعبد الله بن الزبير، وعبد الله بن عباس، وعبد الله بن عمر بن الخطاب، وعبد الله بن مولة، وعلي بن أبي طالب مرسلا، وعمران بن حصين، وقيس بن عباد، ومطرف بن عبد الله بن الشخير، وأبي ذر الغفاري مرسلا، وأبي سعيد الخدري، وأبي سعيد مولى أبي أسيد، وأبي فراس النهدي، وأبي موسى الأشعري، وأبو هريرة.
روى عنه: إياس بن دغفل، وجعفر بن أبي وحشية، وحميد الطويل، وداود بن أبي هند، وزيد العمي، وسعيد بن إياس الجريري، وسعيد بن أبي العروبة، وأبو مسلمة سعيد بن يزيد، وسليمان التميمي، وسويد بن حجير، والصلت بن دينار، وطريف أبو سفيان السعدي، وعاصم الأحول، وعبد الله بن شوذب، وعبد الرحمن بن شماسة المهري، وعبد العزيز بن صهيب، وابنه عبد الملك بن أبي نضرة العبدي، وعبد الملك أبو جعفر، وعثمان بن غياث، وعلي بن الحكم البناني، وعلي بن زيد بن جدعان، والعوام بن حمزة المازني، وعوف الأعرابي، والفضل بن أبي الحكم الطاحي، والقاسم بن الفضل الحداني، وقتادة بن دعامة، وكهمس بن الحسن، والمستمر بن الريان، ويحيى بن أبي كثير، وأبو الأشهب العطاردي، وأبو عقيل الدورقي، وأبو نعامة السعدي.

## قول العلماء فيه
- قال صالح بن أحمد بن حنبل، عن أبيه: ما علمت إلا خيرا.
- وقال يحيى بن معين والنسائي وأبو زرعة الرازي: ثقة.
- وقال ابن أبي حاتم: سئل أبي عن أبي نضرة، وعطية العوفي، فقال: أبو نضرة أحب إلي.
- وقال ابن سعد: كان ثقة، كثير الحديث، وليس كل أحد يحتج به.[5]
- وقال ابن حبان: كان من فصحاء الناس فلج في آخر عمره. مات سنة ثمان او تسع ومئة، واوصى أن يصلي عليه الحسن، فصلى عليه.[6]
- وقال العجلي: بصري، ثقة.[7]
- وقال الذهبي في الميزان: من ثقات التابعين.[8]
- وقال ابن حجر: ثقة.[9]
- وقال ابن حزم: ثقة.

## من أقواله
- قال أبو نضرة: كنا نتواعظ في أول الإسلام بأربع، أعمل في فراغك لشغلك، واعمل في صحتك لصقمك، واعمل في شبابك لهرمك، واعمل في حياتك لموتك.
- وقال: كنا نتحدث إنه ليس شيء أشد قسوة، من صاحب كتاب إذا قسا.
- وقال: ينتهي القدر إلى هذه الآية ﴿إنَّ ربَّكَ فعَّالٌ لما يريد﴾
- وقال: يستحب إذا قرأ الرجل هذه الآية ﴿أفأمن أهل القرى أن يأتيهم بأسنا بياتا وهم نائمون﴾ أن يرفع صوته.
- وقال: من قرأ في ليلة مائة آية إلى ألف آية، أصبح وله قنطار من الثواب.[10]